# II округ Парижа
II округ Парижа (фр. 2e arrondissement de Paris или фр. Arrondissement de la Bourse) — один из 20 муниципальных округов Парижа. Назван по имени существовавшей здесь парижской биржи (фр. Bourse de Paris); в просторечии парижане называют округ deuxième («второй»). Вместе с I-м, III-м и IV-м округами образует 1-й сектор Парижа, также известный как Париж-Центр.

## География
2-й парижский округ находится на правом берегу Сены. На севере он граничит с 9-м и 10-м округами, на юге — с 1-м округом, на востоке — с 3-м округом и на западе — с 8-м округом.
Площадь 2-го округа — 99,2 га; он является самым маленьким по площади административным округом Парижа. Часть округа занимают исторические кварталы Ришелье, Монторгей и Сантье.

## История
В 1222 году тамплиеры основали на этих землях крепость Тампль. Первые жилые постройки возникли здесь уже в XIV веке, однако активно застраиваться территория стала в XV — XVI веках, когда границы старого города значительно расширились в северном направлении. Сооружённая по приказу Карла V городская стена доходила в то время до сегодняшней улицы д’Абукир. При Людовике XIII район достиг нынешней северной границы, где сегодня простираются «большие бульвары». В 1787 году была снесена старая церковь Сен-Совёр, которую планировали расширить, но из-за революции так и не отстроили. Границы округа были окончательно определены в 1860 году. В 1904 году в округе открылась третья линия парижского метрополитена.

## Население
По данным переписи населения 1999 года во 2-м округе число жителей составляло 19 585 человек, плотность населения — 19 783 чел/км². Таким образом, здесь проживало примерно 0,9 % населения столицы Франции.
В 2021 году численность населения округа составила 21 119 человек, плотность — 21 289 чел/км².
| Год  | Население | Плотность населения (чел/км²) |
| ---- | --------- | ----------------------------- |
| 1861 | 81 609    | 82 267                        |
| 1872 | 73 578    | 74 321                        |
| 1936 | 41 780    |                               |
| 1954 | 43 857    | 44 300                        |
| 1962 | 40 864    | 41 194                        |
| 1968 | 35 357    | 35 642                        |
| 1975 | 26 328    | 26 540                        |
| 1982 | 21 203    | 21 374                        |
| 1990 | 20 738    | 20 905                        |
| 1999 | 19 585    | 19 743                        |

## Административное деление
В состав 2-го округа входят следующие кварталы:
- №5 — Гайон[фр.] (Quartier Gaillon)
- №6 — Вивьен[фр.] (Quartier Vivienne)
- №7 — Мэль[фр.] (Quartier du Mail)
- №8 — Бон-Нувель[фр.] (Quartier de Bonne-Nouvelle)

## Органы местного управления

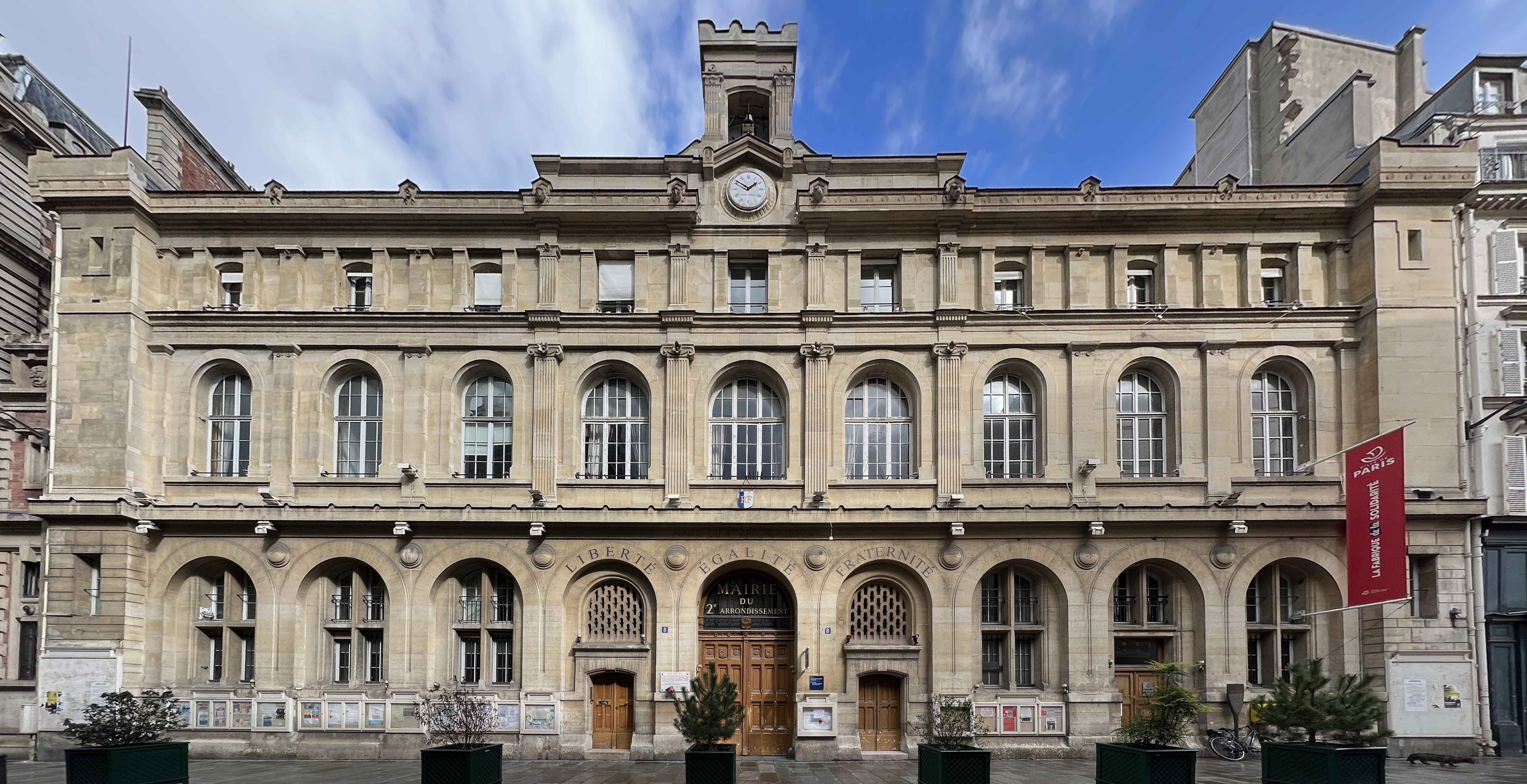
Мэрия II округа

В апреле 2014 года мэром округа в третий раз был избран представитель партии Зелёных Жак Буто́. В 2020 году мэром 1-го сектора Парижа (Париж-Центр) был избран социалист Ариэль Вейль.
- Адрес мэрии: 8, Банковая улица[фр.].

## Государственные и дипломатические учреждения

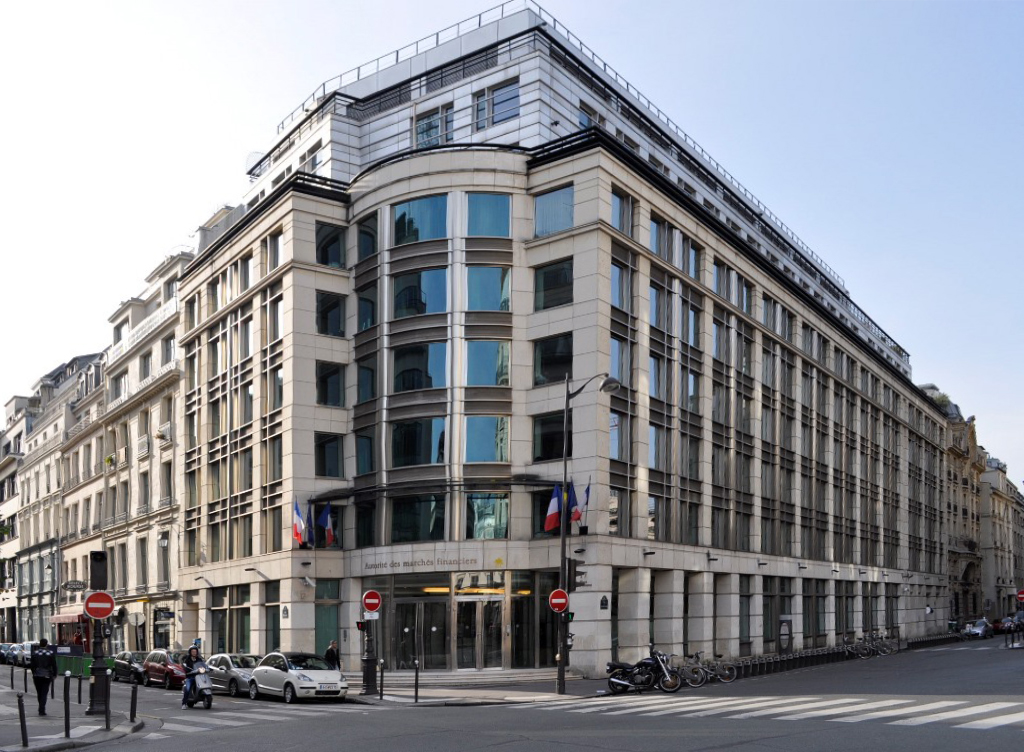
Управление финансовых рынков Франции

- Управление финансовых рынков Франции[фр.]
- Эмиссионный институт заморских территорий Франции
- Генконсульство Мексики

## Экономика и транспорт

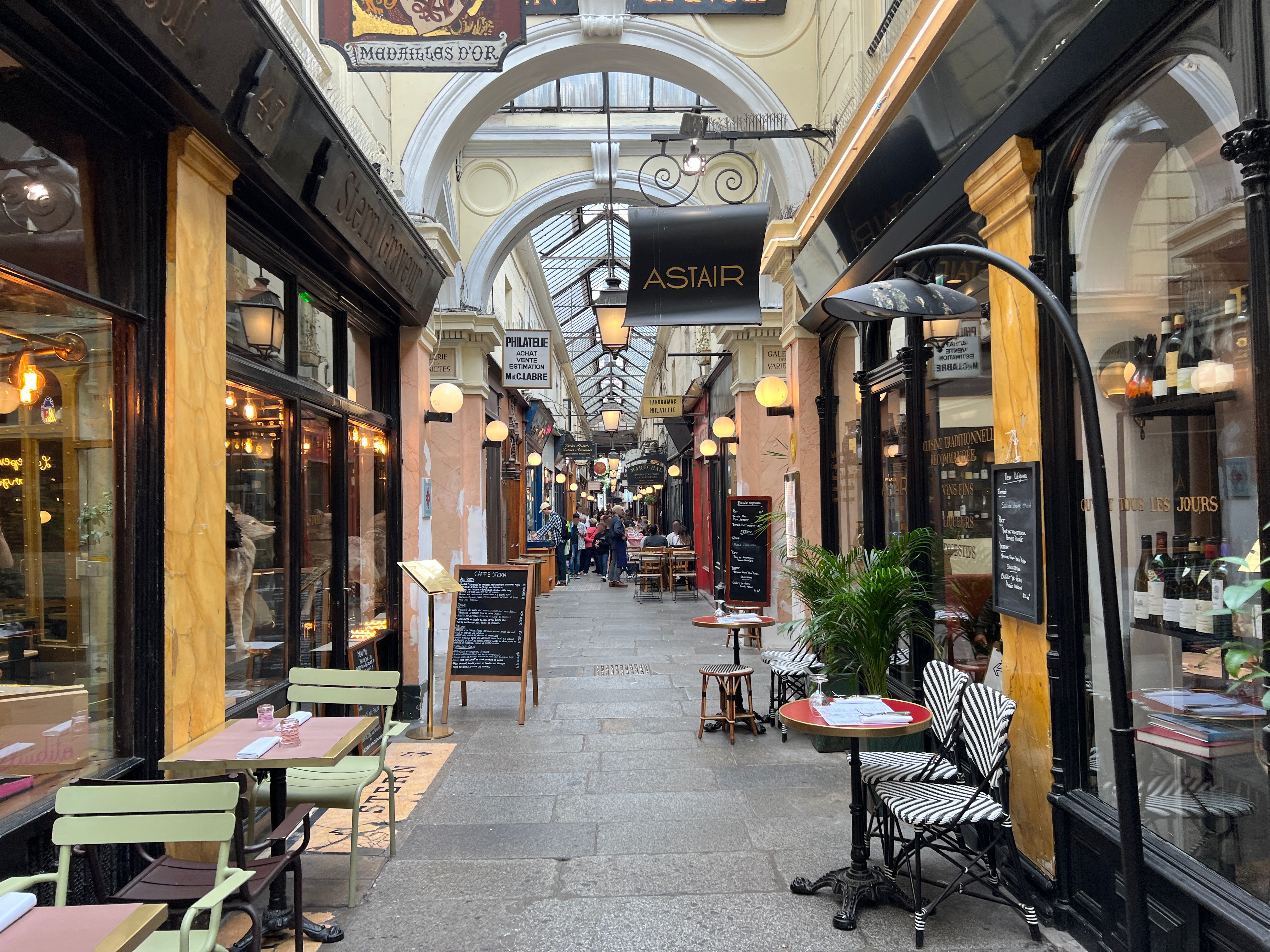
Пассаж Панорам

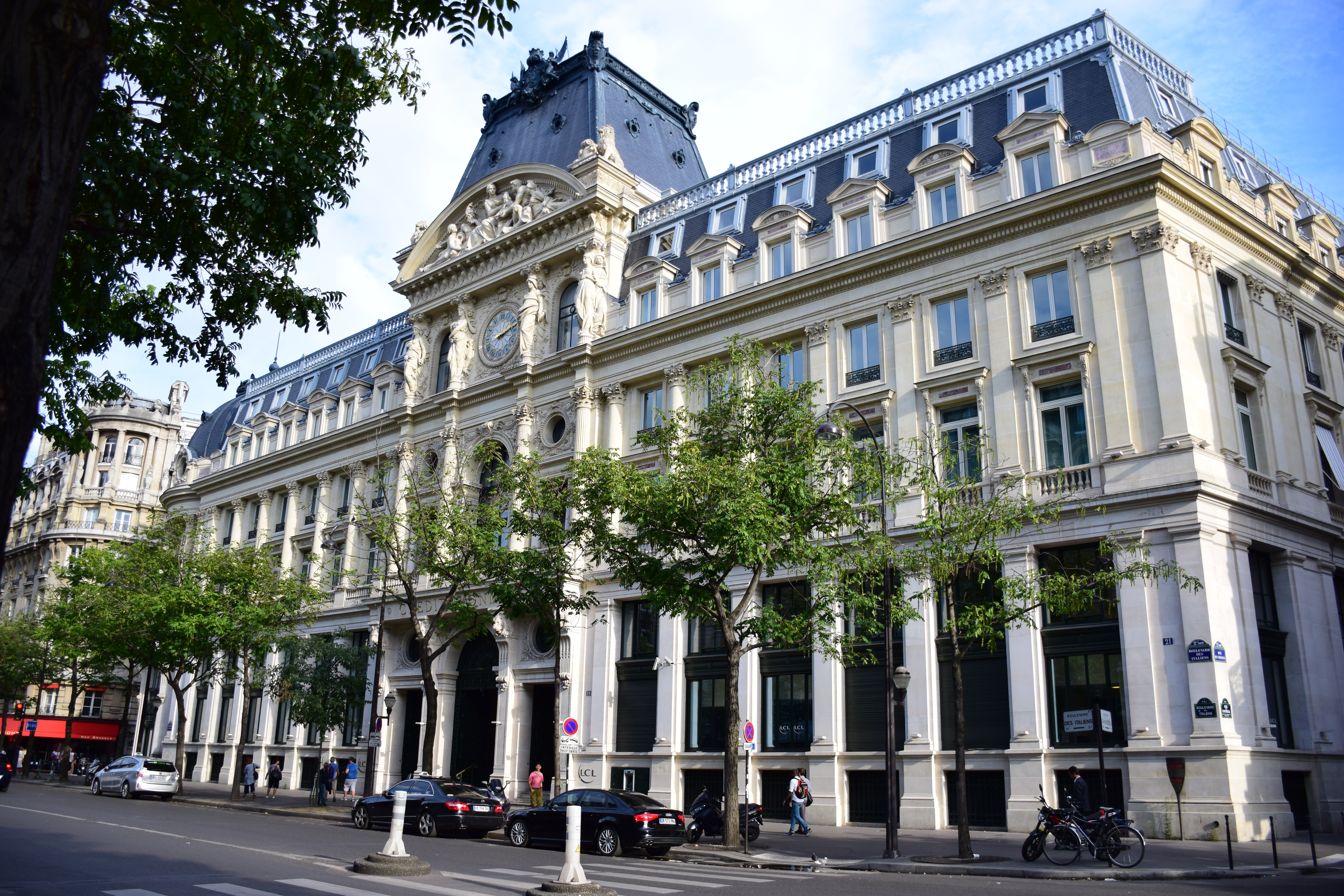
Бывшая штаб-квартира Crédit Lyonnais на бульваре Итальянцев

В округе преобладает сфера услуг, в том числе розничная торговля, общественное питание, туризм, транспортные, медицинские, деловые и финансовые услуги (включая юридические, консалтинговые, бухгалтерские и дизайнерские). В западной части округа, прилегающей к району вокруг Оперы Гарнье, а также в кварталах вокруг площади Биржи (включая улицы Вивьен, Банковую и Нотр-Дам-де-Виктуар), расположены многочисленные офисы банков и компаний, а также торговые предприятия. На Рю-де-ла-Пе, бульваре Капуцинок и Авеню де Опера сконцентрированы модные магазины и бутики. В квартале Сантье, который раньше славился своим текстильным производством, с конца 1990-х годов стали оседать различные интернет-стартапы и другие высокотехнологические компании.
Во II округе расположены престижные отели Park Hyatt Paris Vendôme, Kimpton St. Honoré, Hotel Hana, Golden Tulip Opéra de Noailles, Westminster, Stendhal Place Vendôme, Saint-Marc, La Maison Favart, Gramont Paris, Square Louvois, Malte Astotel, Lyric Opéra, The Hoxton и Hotel du Sentier.
Также округ славится своими крытыми торговыми галереями (Пассаж Панорам, Пассаж Шуазель, Пассаж Гран-Серф, Галерея Вивьен), многочисленными ресторанами, кафе, барами и ночными клубами (включая Drouant, Le Rocher de Cancale и Ле Гран Кольбер). 
Во II округе базируются операторы недвижимости Gecina, Altarea, Altareit и Mercialys, гостиничная компания Groupe Lucien Barriere, финансовая компания Exane, банки RCI Banque, BNP Paribas Europe International и BNP Paribas Afrique Subsaharienne International, разработчик программного обеспечения Ledger, дом моды Céline, информационное агентство «Франс Пресс» (AFP), книжные издательства Éditions Kimé и Pyramyd Éditions, журнальное издательство L’Obs, платформа онлайн-услуг Planity, сеть ресторанов Big Mamma, офисы международных компаний Coty, BlackRock, Facebook и PayPal. До 2010 года здесь располагалась штаб-квартира банка LCL, пока он не переехал в Вильжюиф.  

### Метрополитен

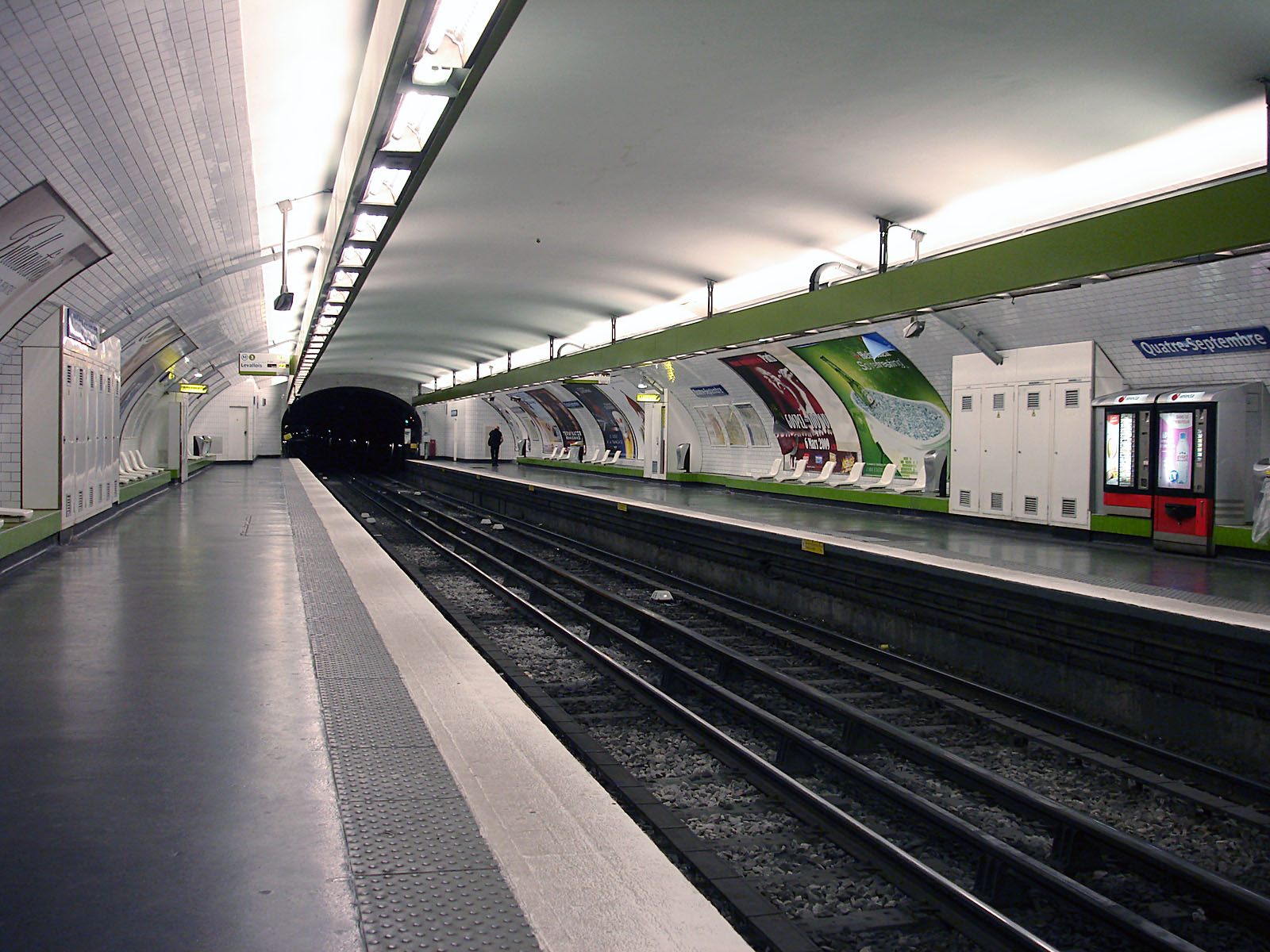
Станция метро Катр-Септамбр

II округ Парижа обслуживают следующие линии метрополитена: 
- Линия 3
- Линия 4
- Линия 7
- Линия 8
- Линия 9

### Площади и улицы
- Авеню Опера
- Бульвар Бон-Нувель
- Бульвар Пуасоньер
- Бульвар Капуцинок
- Бульвар Итальянцев
- Бульвар Сен-Дени
- Бульвар Монмартр
- Севастопольский бульвар
- Улица Ришельё
- Улица Четвёртого Сентября
- Улица Сен-Дени
- Площадь Побед
- Площадь Оперы

## Культура

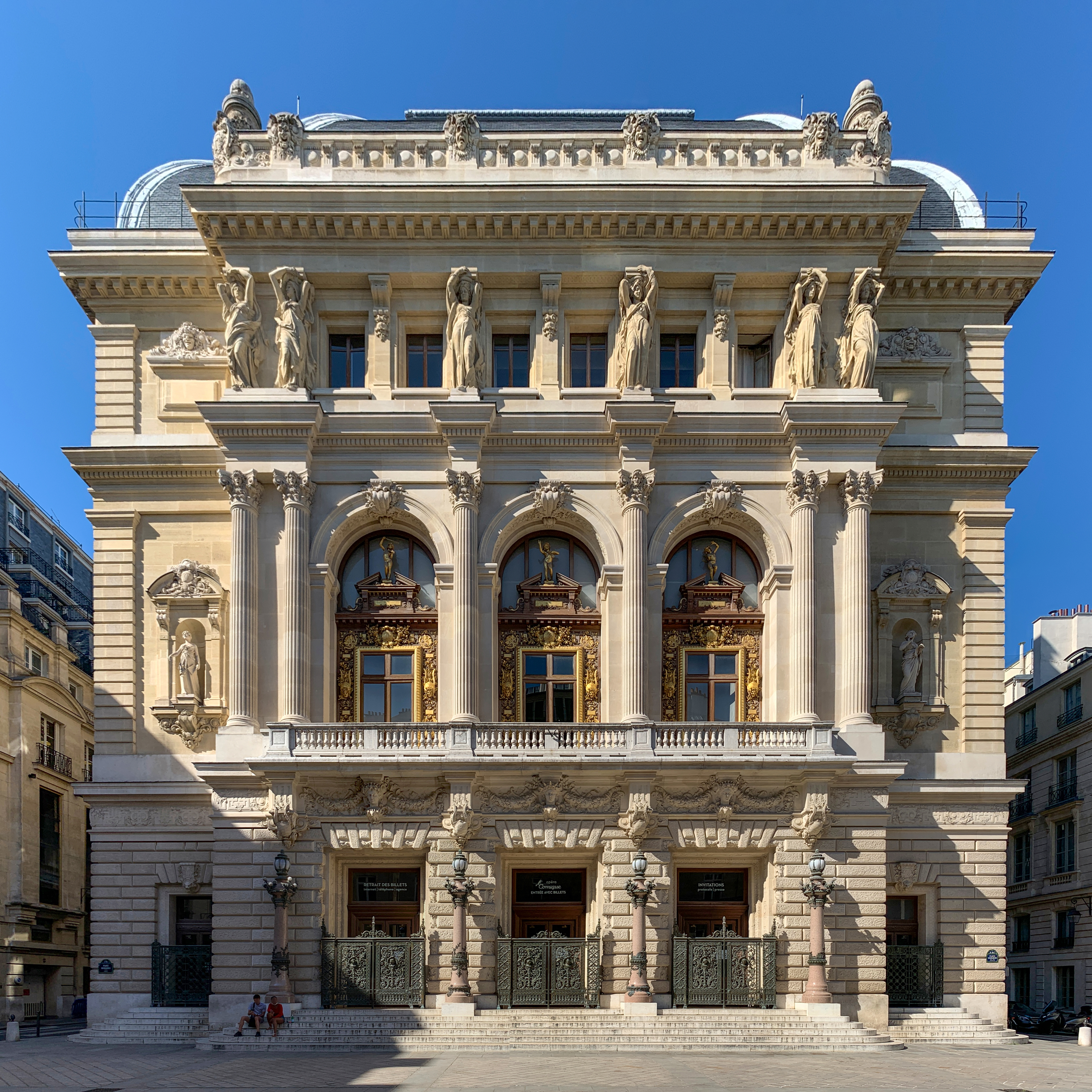
Зал Фавар, в котором базируется Опера-Комик

Во II округе расположено несколько знаменитых музеев, библиотек и театров Парижа:
- Национальная библиотека Франции
  - Кабинет медалей
- Библиотека Национального института истории искусств[фр.]
- Библиотека Жерне — Глотца[фр.]
- Национальный театр Опера Комик
- Театр Буфф-Паризьен
- Театр Варьете[фр.]
- Театр Дону[фр.]
- Театр Мишодьер[фр.]
- Детский театр[фр.]
- Театр-музей Капуцинок[фр.]
- Кинотеатр Гран-Рекс

## Образование и наука
- Лицей Жан-Батиста Люлли
- Колледж Сезара Франка
- Национальная школа хартий

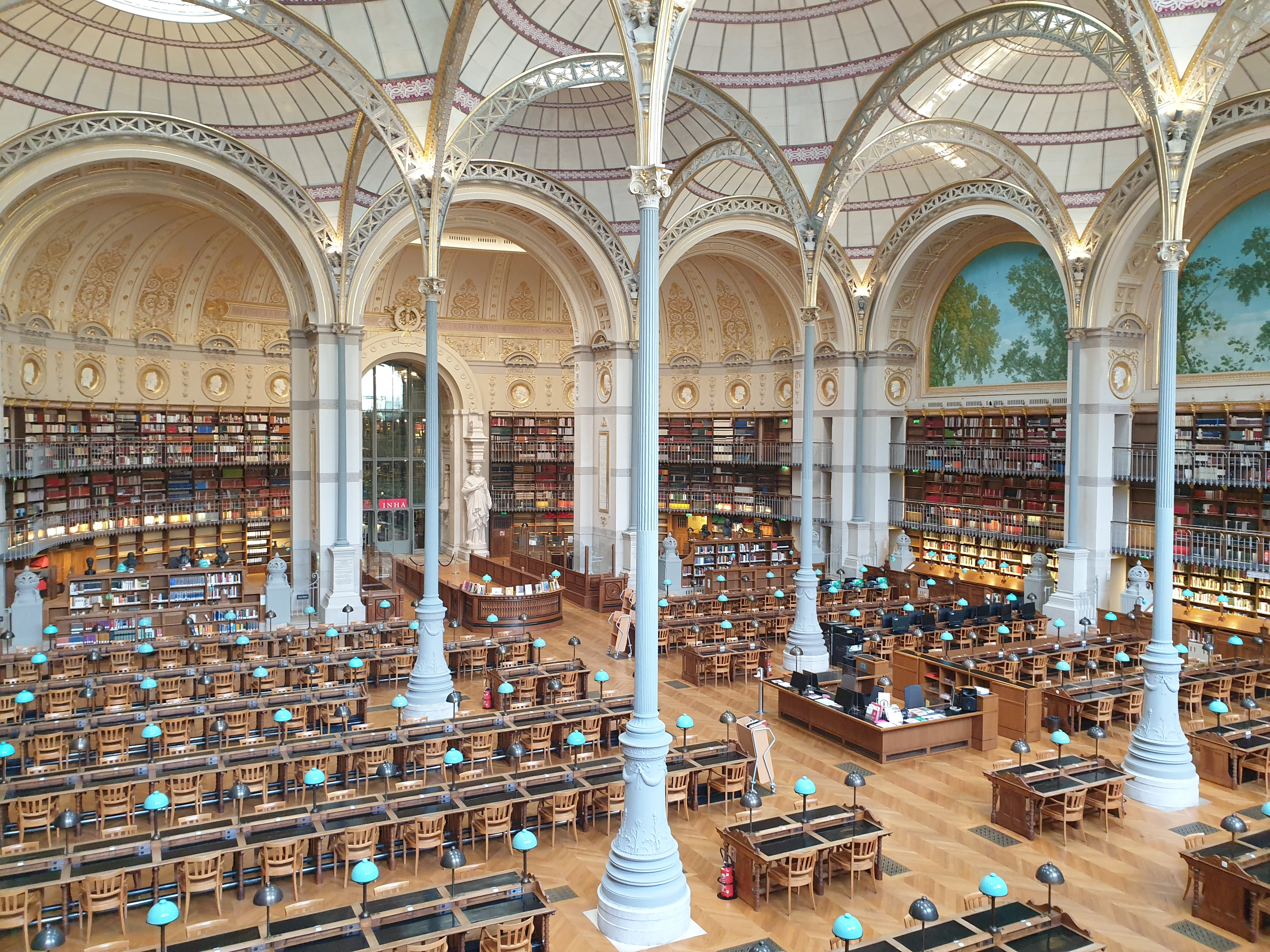
Библиотека Национального института истории искусств

- Европейская школа интернет профессий
- Национальный институт истории искусств

## Достопримечательности

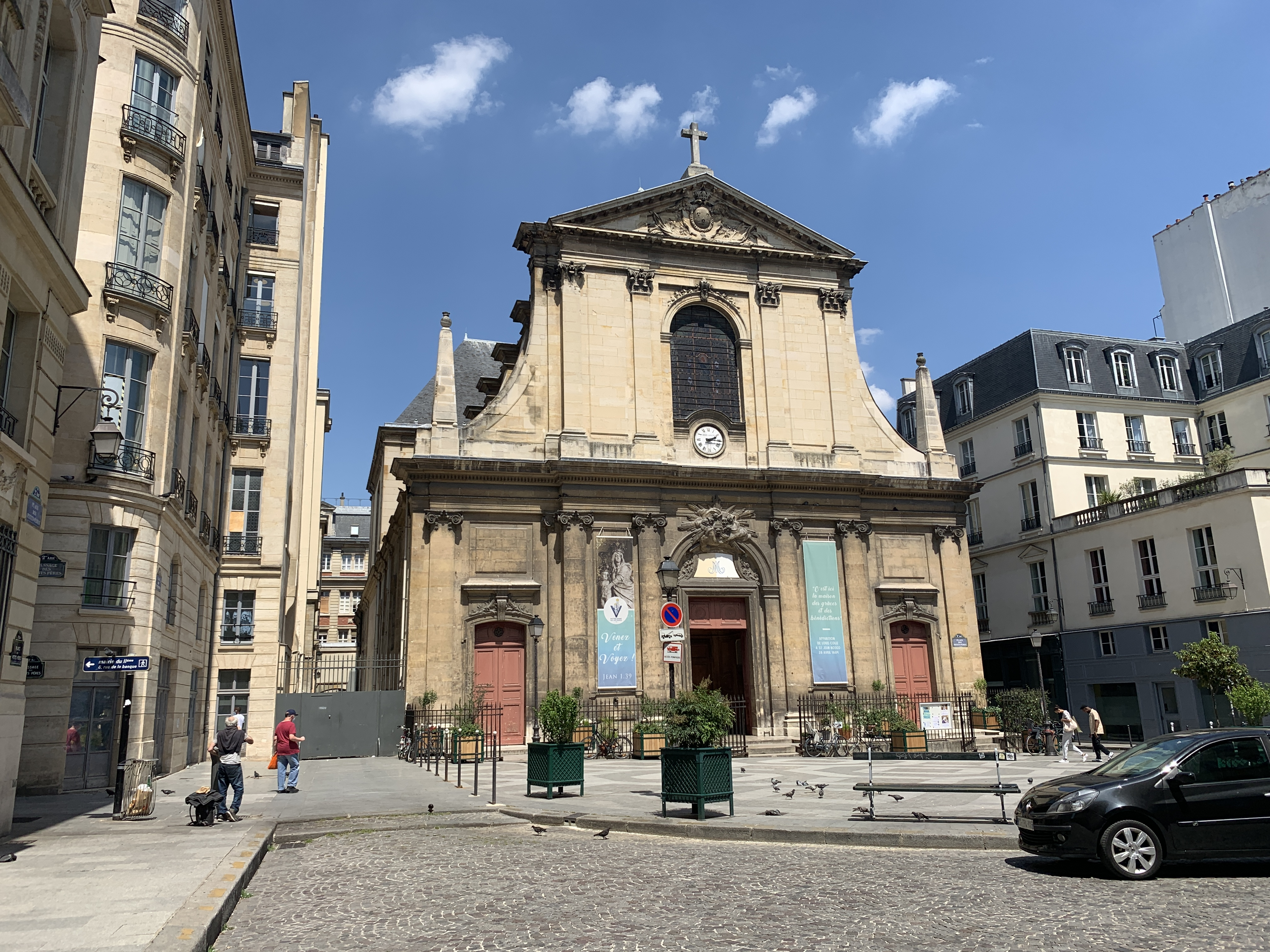
Базилика Нотр-Дам-де-Виктуар

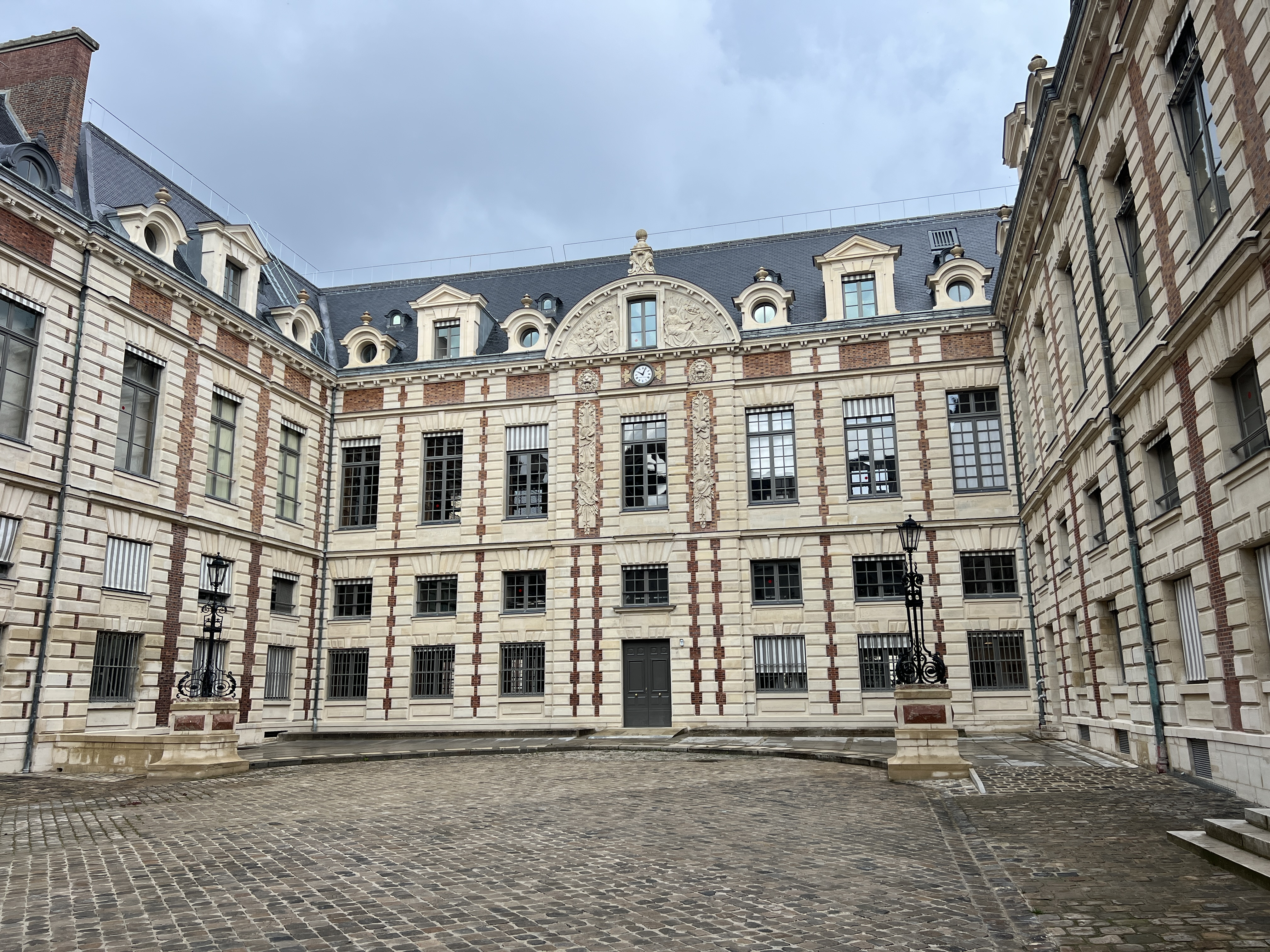
Национальная библиотека

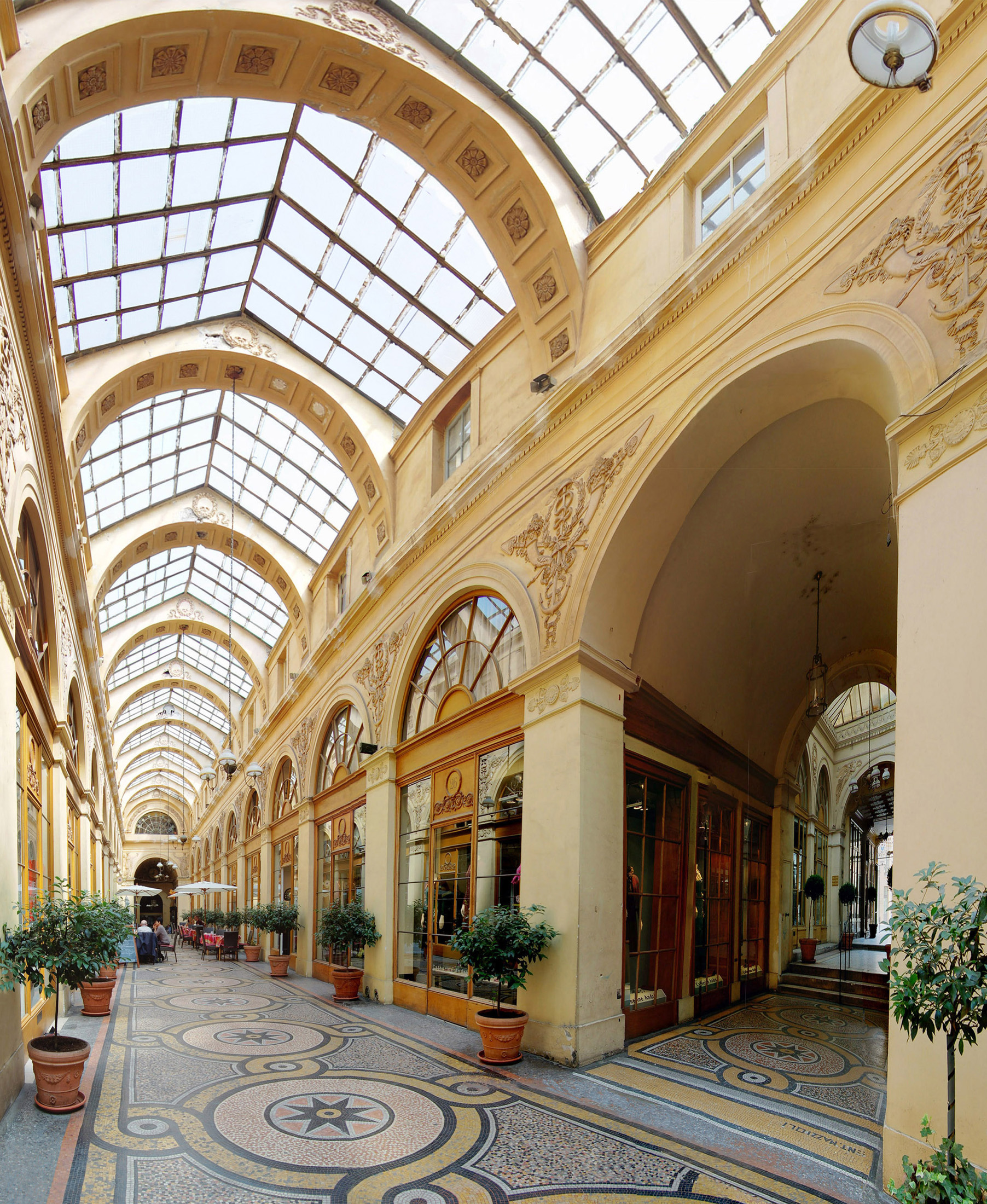
Галерея Вивьен

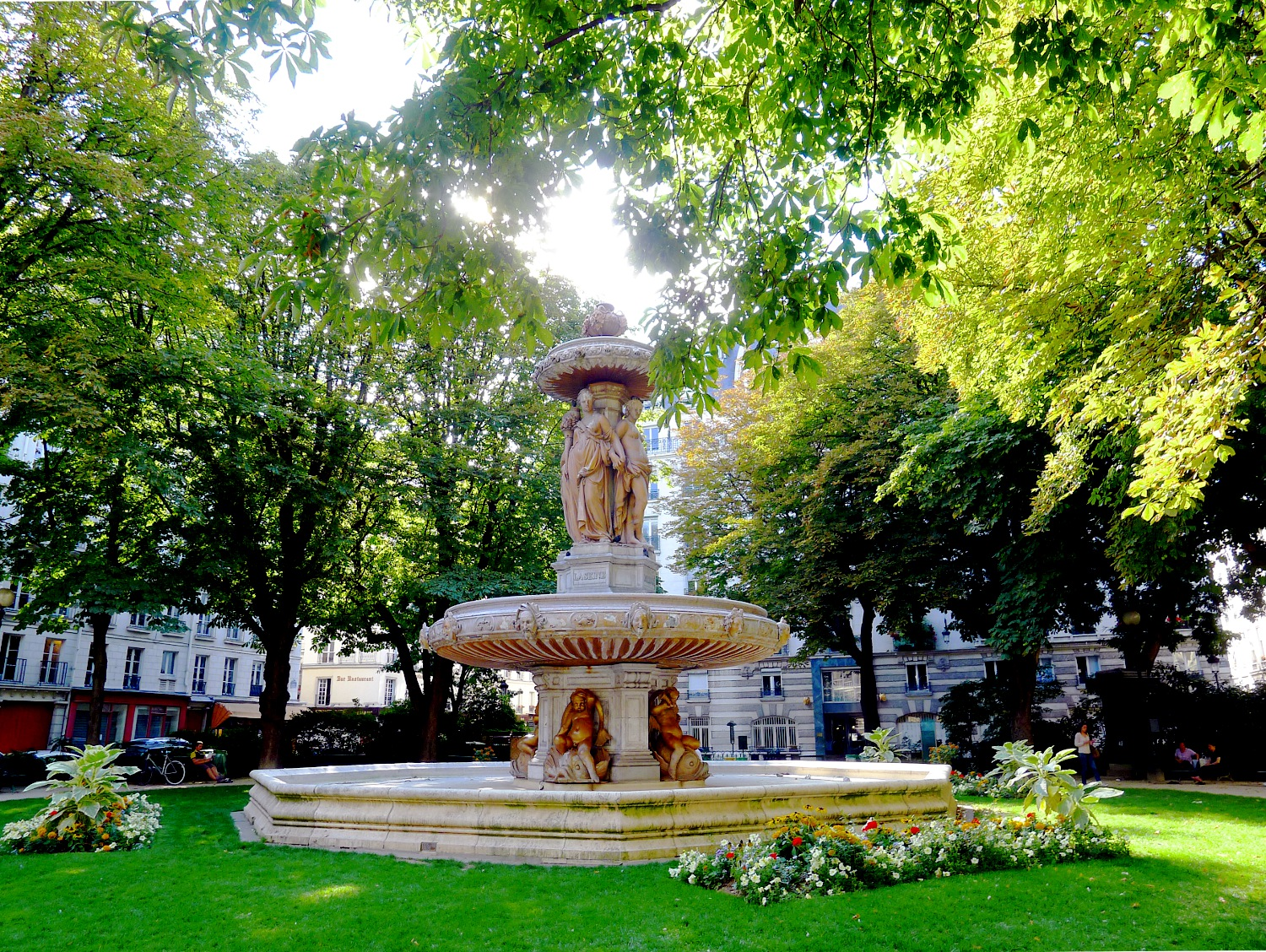
Фонтан в сквере Лувуа

### Дворцы и особняки
- Дворец Броньяр
- Отель Тюбеф[фр.]
- Отель Корнетт[фр.]
- Отель Жиго-де-ля-Саль[фр.]
- Отель Пелле-де-Монтало[фр.]
- Отель Преваншер[фр.]
- Отель Мондрагон[фр.]
- Отель Д’Осмон[фр.]
- Отель Монтолон[фр.]
- Отель Невер[фр.]

### Храмы
- Базилика Нотр-Дам-де-Виктуар
- Церковь Нотр-Дам-де-Бон-Нувель[фр.]

### Галереи и пассажи
- Галерея Кольбер
- Галерея Вивьен[фр.]
- Галерея Монмартр[фр.]
- Галерея Фейдо[фр.]
- Галерея Сен-Дени[фр.]
- Галерея Сен-Марк[фр.]
- Галерея Сент-Фуа[фр.]
- Каирская галерея[фр.]
- Галерея варьете[фр.]
- Пассаж принцев[фр.]
- Пассаж Кольбер[фр.]
- Пассаж Бур-л’Аббе[фр.]
- Пассаж дю Понсо[фр.]
- Каирский пассаж[фр.]
- Пассаж Бен-Айад[фр.]
- Пассаж Сент-Анн[фр.]

### Парки и сады
- Сквер Лувуа[фр.]
- Сквер Жака Бидо[фр.]

### Фонтаны
- Фонтан Лувуа[фр.]
- Фонтан Гайон[фр.]
- Фонтан королевы[фр.]

### Другие

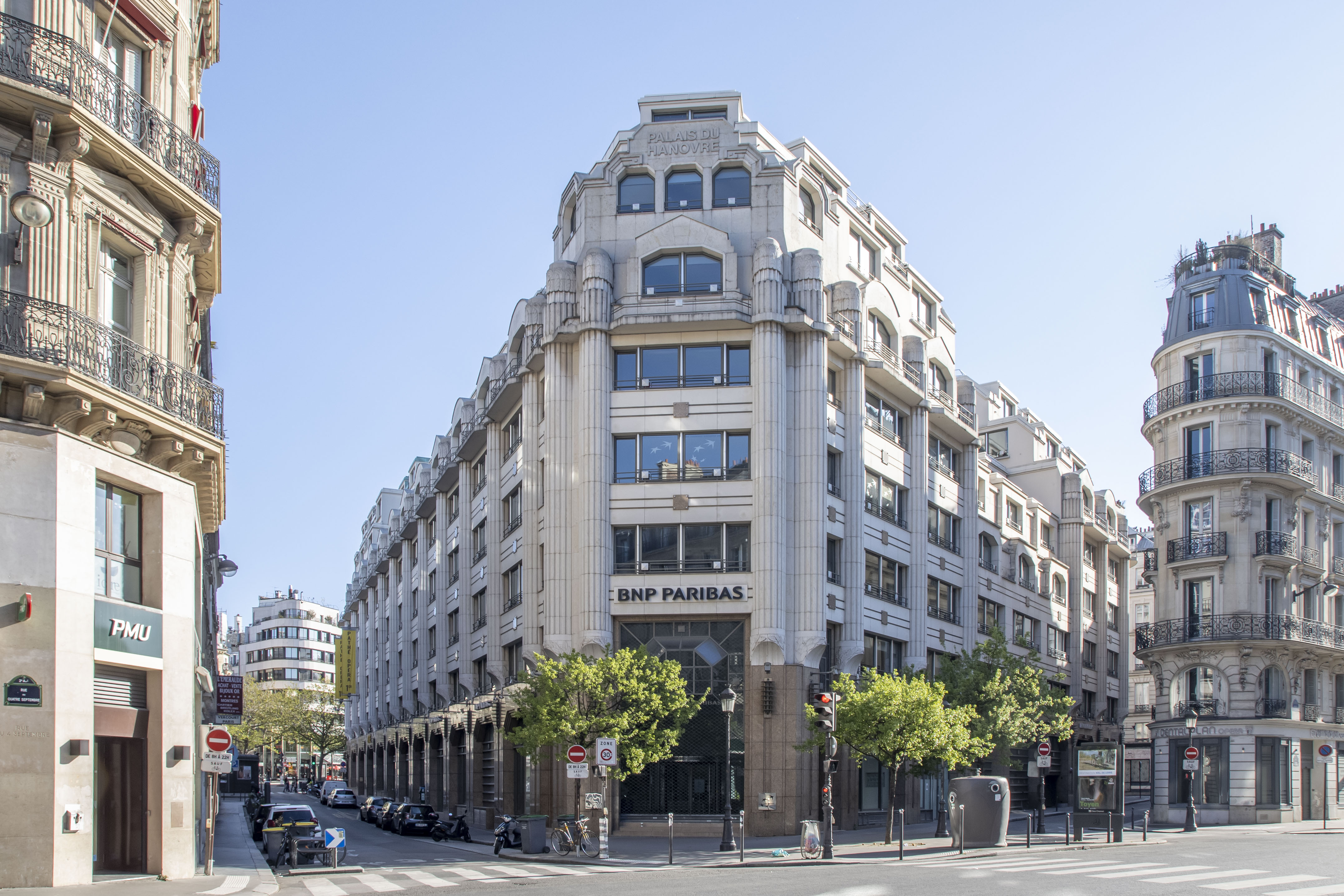
Пале-Берлиц

- Башня Жан-Санс-Пёр[фр.]
- Офисное здание Пале-Берлиц[фр.]
- Офисное здание А-Реомюр[фр.]
- Улица Де Дегре
- Винный бутик Caves Legrand[фр.]
- Ресторан Le Rocher de Cancale[фр.]
- Кафе Круассан[фр.]
- Кафе Кадран[фр.]
- Бар Harry's New York[фр.]

## В искусстве
Во II округе Парижа происходили съёмки следующих фильмов: «Последнее известное место жительства» (1970), «С Новым годом!» (1973), «Последняя битва» (1983), «Полное затмение» (1995), «Любовь по правилам и без» (2003), «Ложь, измена и тому подобное…» (2004), «Ангел-А» (2005), «Из Парижа с любовью» (2010), «Турист» (2010), «Граф Монте-Кристо» (2024).